# 森普雷維瓦斯國家公園

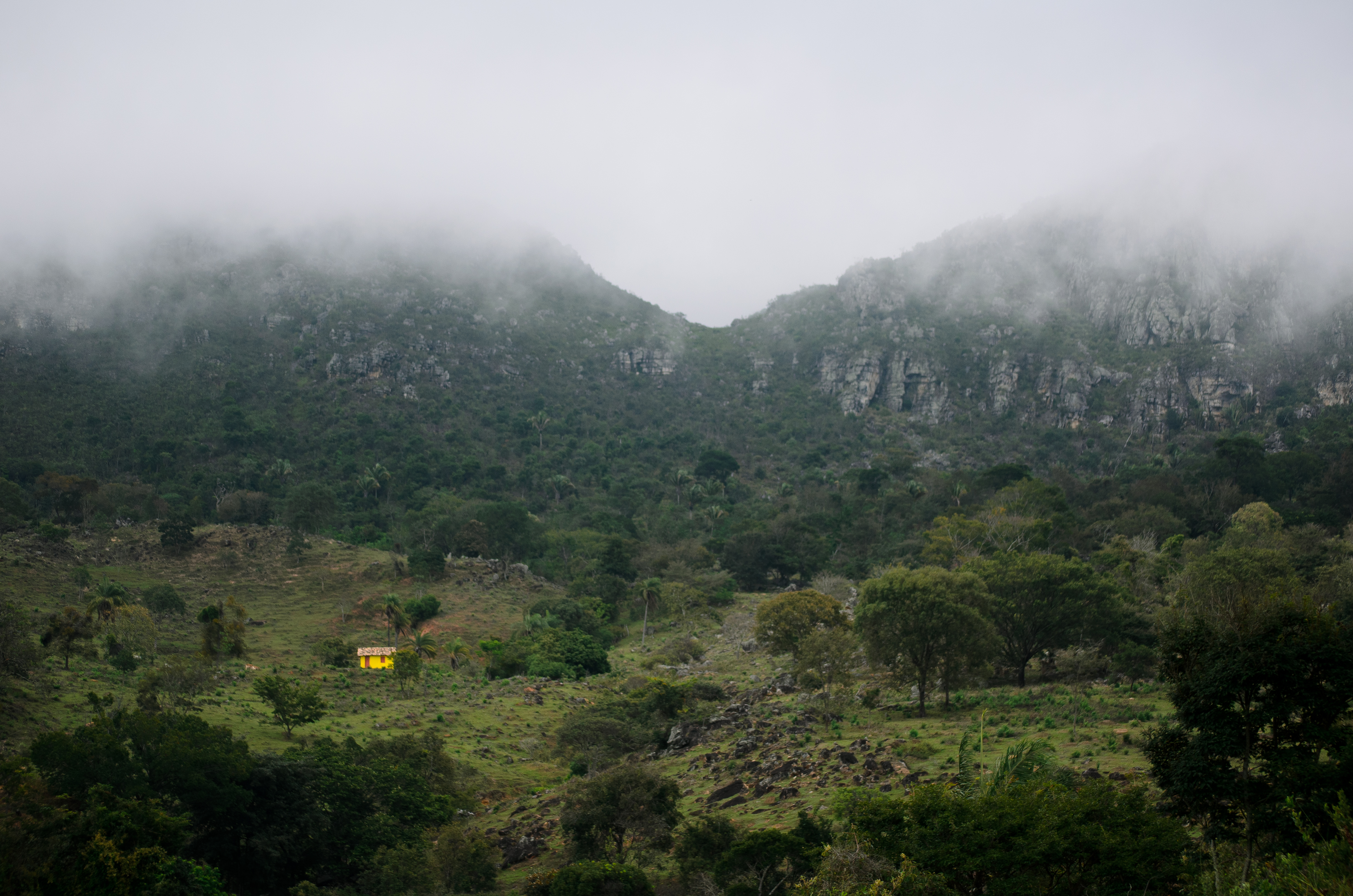

17°48′18″S 43°45′50″W / 17.805°S 43.764°W
森普雷維瓦斯國家公園（葡萄牙語：Parque Nacional das Sempre-Vivas），是巴西的國家公園，位於該國東南部米納斯吉拉斯州，成立於2002年12月13日，佔地12.4萬公頃，每年平均降雨量1,200毫米。